# Mike Agostini

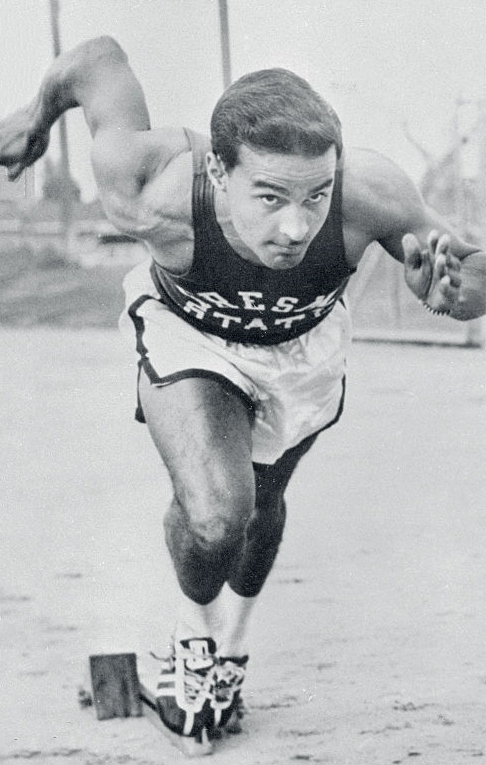
Mike Agostini (1956)

Mike Agostini (eigentlich Michael George Raymond Agostini; * 23. Januar 1935 in Port of Spain; † 12. Mai 2016 in Sydney) war ein Sprinter aus Trinidad und Tobago.
Erste nationale Erfolge erzielte Agostini 1951, als er bei den nationalen Meisterschaften den 100- und den 200-Meter-Lauf in der Altersklasse 16–19 gewann. 1952 besiegte er in einem privaten Rennen über 100 Meter Andy Stanfield. 1954 gewann er bei den British Empire and Commonwealth Games in Vancouver Gold über 100 Yards. Im Jahr darauf gewann er bei den Panamerikanischen Spielen in Mexiko-Stadt Silber über 100 Meter und Bronze über 200 Meter.
Bei den Olympischen Spielen 1956 in Melbourne wurde er Sechster über 100 und Vierter über 200 Meter.
1958 trat er bei den British Empire and Commonwealth Games in Cardiff für Kanada an und gewann Bronze über 100 Yards. Für die Westindische Föderation startete er ein Jahr später bei den Panamerikanischen Spielen in Chicago und gewann erneut Silber über 100 und Bronze über 200 Meter. Ebenfalls Bronze gewann er mit der westindischen Mannschaft in der 4-mal-100-Meter-Staffel.
1959 zog er nach Australien und lebte dort bis an sein Lebensende. 2016 starb er in Sydney an Bauchspeicheldrüsenkrebs.